# 小山田保裕
小山田 保裕（おやまだ やすひろ、1976年7月27日 - ）は、茨城県下館市（現：筑西市）出身の元プロ野球選手（投手）。

## 経歴

### プロ入り前
横浜生まれ。土浦日大高では1年時からエースとして活躍したが、3年夏の茨城県大会決勝で水戸商に惜敗し、準優勝。その後城西大へ進み、大学通算6勝、防御率3.08の活躍で、3年春にはリーグ優勝に貢献した。
1998年度ドラフト会議にて広島東洋カープから5位指名を受けて入団。

### 広島時代
入団当初はオーバースローから150km/hを超える速球を投げる投手だった。
1999年シーズン途中にサイドスローへ変更。チームの中継ぎ不足のためルーキーながら28試合に投げ、プロ初勝利を記録した。
2000年も開幕から抑えに抜擢され連続セーブを記録したが、ケガもありなかなか実力を発揮できずにいた。
2001年シーズンは27試合で防御率1.82、被本塁打0本の好成績を挙げ、シーズン後半には再び抑えを任されて5セーブを挙げた。
2002年シーズンは開幕からクローザーに指名され、ほとんどが速球という強気のピッチングを見せ、44試合で防御率2.72、球団史上初の30セーブを挙げる大活躍を見せた。
2003年シーズンには前年から取り組んできたフォークボールを習得。しかし春季キャンプ中の首痛の影響で出遅れ、ルーキーの永川勝浩が抑えに起用されたため、セーブは入団1年目以来の0に終わった。
2004年1月下旬に持病の右ひざ痛が再発し、春季キャンプ参加を断念して手術に踏み切った。当初は中継ぎだったが、先発のコマ不足から7月21日にプロ初先発、6回1失点で先発でのプロ初勝利を挙げた。直球一本やりだった抑え時代の投球スタイルを脱却し、2年間をかけて習得したシュート、シンカー、チェンジアップを丁寧にコースへ投げ分け、140キロ台中盤の直球を生かした。夏場からの先発転向で、当初は立ち上がりが不安定だったが、10月7日に151球完封を成し遂げるなど後半は安定したピッチングを続けた。最終的に4勝を挙げ防御率3.15。11度の先発で6回以上を投げたのが10度と大崩れせず、ローテーションを守り通した。
2005年シーズンは開幕2戦目に初勝利を手にすると、4月23日には山本浩二監督に通算600勝をプレゼントするプロ2度目の完封勝利を挙げた。5月までの2ヶ月間で2完封を含む4完投、5勝を挙げ、防御率2.74と安定したピッチング。ここまで7勝を挙げていた黒田博樹と2枚看板として期待された。ところが、6月からは不調に陥り、序盤での降板が目立つ。右肩の違和感によって二軍落ちとなり、8月4日に69日ぶりの勝利を挙げるも、8月17日のヤクルト戦でまたも右肩痛を発症した。結局、6月以降わずか1勝しか上積みできなかった。自己最多の6勝を挙げたが、目標としていた2桁勝利には届かなかった。
2006年シーズンは右肩痛により一軍初登板は6月3日と出遅れ、6月は中継ぎで6試合に登板し防御率9.00。四球の多さからマーティ・ブラウン監督に二軍降格を命じられた。9月に一軍へ再昇格した後は12試合に登板し、防御率3.00、与えた四球はわずかに2個と改善してシーズンを終えた。3年ぶりに一軍でも二軍でも先発登板がなく、中継ぎに専念した。
2007年シーズンは一軍での先発機会が2度しか与えられず、防御率8.25とプロ入り後ワーストの乱調だった。二軍でも先発6回、中継ぎ9回、抑え8回と起用法が一定しなかった。11月29日に横浜の岸本秀樹・木村昇吾との2対1の交換トレードで、経験のある中継ぎ投手を求めていた横浜ベイスターズへ移籍することが発表され、12月11日に正式に移籍。

### 横浜時代
2008年シーズンはセットアッパーの加藤武治・木塚敦志の相次ぐ戦線離脱により、中継ぎを中心に39試合に登板。また、ローテーションの谷間に先発を務めるなど、同年総崩れであった横浜のピッチングスタッフの中で獅子奮迅の活躍をみせた。先発・リリーフともにこなし、前半戦こそ最も信頼できるリリーフ投手だったが、ローテーションの谷間の先発起用時に防御率を押し上げてしまった（同様のケースに真田裕貴や桑原謙太朗がいた）。
2009年シーズンは二軍ではストッパーをつとめ10セーブを記録。一軍では中継ぎだけでなく先発も務めたがノックアウトされわずか7試合の出場となった。
2010年は右肩手術の影響で一軍登板なしに終わる。同年10月4日に戦力外通告を受け、11月26日に現役を引退。

### 引退後
引退後は球団職員として横浜に残り、野球振興、ファンクラブ担当、営業担当を務める。
NPO法人ベイスターズ・ベースボールアカデミーにて少年野球指導などにあたっている。また、球団公式アプリ「ベイスターズプライムカメラ（ベイプラ）」で野球解説もしている。
NPB12球団ジュニアトーナメントで2012年に監督、2013年-2016年にコーチを務める。2016年には鈴木尚典、北川利之らとチームを優勝に導いた。

## 選手としての特徴
サイドスローからキレの良い球を投げ込む右腕。ストレートの球速は、最速140km/h台後半。
自ら「スカイシュート」と称する変化球を武器とする。小山田が命名した変化球で、シュート回転しながら沈む球で、シンカーにも似た、右バッターの懐をえぐる球種。マスコミには「スカイ」と評されたり、新聞に掲載されはじめた時は「パラシュート」とも記述された。他に、スライダー、シンカーも投げる。
この球を用いて、2005年前半は好調であったが、それまで武器であったストレートの球威が落ち、後半の不調に繋がった。本人曰く、「楽して投げようとしすぎた」とのこと。

## 人物
山本浩二監督の監督通算600勝のかかった試合に先発し、この試合前に、記者からのインタビューに「ウィニングボールは監督にあげますよ。完封したら？泣きながら監督にあげます」と冗談を言ったが、見事に完封勝利を挙げた。
広島市民球場のロッカールームにある小山田のロッカーには松浦亜弥の写真が貼ってあり、その写真を見てから試合に臨んでいたようである。
入団時(オーバースローだったころ)は小林幹英に腕の使い方が似ていたため、小林幹英2世と評されていた。
2005年6月15日、高卒18歳のダルビッシュ有が初登板初勝利を達成したときの相手先発。

## 詳細情報

### 年度別投手成績
| 年 度      | 球 団      | 登 板 | 先 発 | 完 投 | 完 封 | 無 四 球 | 勝 利 | 敗 戦 | セ 丨 ブ | ホ 丨 ル ド | 勝 率 | 打 者 | 投 球 回 | 被 安 打 | 被 本 塁 打 | 与 四 球 | 敬 遠 | 与 死 球 | 奪 三 振 | 暴 投 | ボ 丨 ク | 失 点 | 自 責 点 | 防 御 率 | W H I P |
| ---------- | ---------- | ----- | ----- | ----- | ----- | -------- | ----- | ----- | -------- | ----------- | ----- | ----- | -------- | -------- | ----------- | -------- | ----- | -------- | -------- | ----- | -------- | ----- | -------- | -------- | ------- |
| 1999       | 広島       | 28    | 0     | 0     | 0     | 0        | 1     | 0     | 0        | --          | 1.000 | 169   | 36.1     | 37       | 2           | 21       | 3     | 3        | 31       | 2     | 1        | 20    | 15       | 3.72     | 1.60    |
| 2000       | 広島       | 23    | 0     | 0     | 0     | 0        | 1     | 3     | 2        | --          | .250  | 78    | 15.2     | 23       | 1           | 7        | 2     | 0        | 6        | 2     | 0        | 15    | 12       | 6.89     | 1.91    |
| 2001       | 広島       | 27    | 0     | 0     | 0     | 0        | 0     | 1     | 5        | --          | .000  | 118   | 29.2     | 26       | 0           | 12       | 1     | 2        | 21       | 0     | 0        | 6     | 6        | 1.82     | 1.28    |
| 2002       | 広島       | 44    | 0     | 0     | 0     | 0        | 2     | 1     | 30       | --          | .667  | 180   | 43.0     | 44       | 3           | 13       | 3     | 1        | 33       | 1     | 0        | 14    | 13       | 2.72     | 1.33    |
| 2003       | 広島       | 23    | 0     | 0     | 0     | 0        | 2     | 1     | 0        | --          | .667  | 104   | 23.1     | 25       | 2           | 8        | 1     | 2        | 15       | 0     | 1        | 11    | 11       | 4.24     | 1.41    |
| 2004       | 広島       | 21    | 11    | 2     | 1     | 0        | 4     | 3     | 0        | --          | .571  | 387   | 91.1     | 88       | 9           | 24       | 2     | 10       | 60       | 0     | 0        | 33    | 32       | 3.15     | 1.23    |
| 2005       | 広島       | 18    | 18    | 4     | 2     | 1        | 6     | 11    | 0        | 0           | .353  | 514   | 115.2    | 130      | 17          | 33       | 1     | 9        | 86       | 0     | 0        | 67    | 60       | 4.67     | 1.49    |
| 2006       | 広島       | 18    | 0     | 0     | 0     | 0        | 0     | 0     | 0        | 8           | ----  | 70    | 15.0     | 16       | 1           | 9        | 2     | 0        | 17       | 0     | 0        | 10    | 9        | 5.40     | 1.67    |
| 2007       | 広島       | 3     | 2     | 0     | 0     | 0        | 0     | 1     | 0        | 0           | .000  | 62    | 12.0     | 20       | 2           | 6        | 1     | 2        | 9        | 0     | 0        | 16    | 11       | 8.25     | 2.17    |
| 2008       | 横浜       | 39    | 3     | 0     | 0     | 0        | 3     | 4     | 0        | 5           | .429  | 205   | 47.1     | 48       | 2           | 20       | 0     | 3        | 25       | 2     | 0        | 22    | 20       | 3.80     | 1.44    |
| 2009       | 横浜       | 7     | 1     | 0     | 0     | 0        | 0     | 1     | 0        | 0           | .000  | 50    | 10.0     | 14       | 1           | 5        | 0     | 1        | 6        | 2     | 1        | 10    | 8        | 7.20     | 1.90    |
| 通算：11年 | 通算：11年 | 251   | 35    | 6     | 3     | 1        | 19    | 26    | 37       | 13          | .422  | 1937  | 439.1    | 471      | 40          | 158      | 16    | 33       | 309      | 9     | 3        | 224   | 197      | 4.04     | 1.43    |

- 各年度の太字はリーグ最高

### 記録
- オールスターゲーム出場：1回 （2002年）

投手記録
- 初登板：1999年6月15日、対阪神タイガース11回戦（広島市民球場）、9回表無死に6番手で救援登板、1/3回1失点
- 初奪三振：同上、9回表に矢野輝弘から空振り三振
- 初勝利：1999年10月6日、対横浜ベイスターズ27回戦（広島市民球場）、6回表1死に2番手で救援登板、1回2/3無失点
- 初セーブ：2000年3月31日、対読売ジャイアンツ1回戦（東京ドーム）、9回裏に2番手で救援登板・完了、1回無失点
- 初先発・初先発勝利：2004年7月21日、対ヤクルトスワローズ16回戦（明治神宮野球場）、6回1失点
- 初完投：2004年9月12日、対中日ドラゴンズ26回戦（ナゴヤドーム）、8回11安打2失点で敗戦投手
- 初完投勝利・初完封勝利：2004年10月7日、対中日ドラゴンズ28回戦（広島市民球場）、9回5安打
- 初ホールド：2006年6月18日、対北海道日本ハムファイターズ6回戦（札幌ドーム）、7回裏2死に4番手で救援登板、1回1/3無失点

打撃記録
- 初安打・初打点：2002年9月21日、対阪神タイガース26回戦（阪神甲子園球場）、10回表に伊達昌司から中前適時打

### 背番号
- 39 （1999年 - 2004年）
- 11 （2005年 - 2007年）
- 41 （2008年 - 2010年）

## 出演・活動
2021年
- 『ファンフェス前夜祭』- MC

2022年
- 『PERSOL THE LAST GAME 2022』[3]

2023年
- 5/4(木) ベイプラライブ - 解説
- 6/19(月) ベイプラライブ - 解説
- 8/6(日) ベイプラライブ - 解説
- 横浜スタジアム45周年記念『YOKOHAMA STADIUM 45th DREAM MATCH』- TBSチャンネル2 解説

2024年
- 2024ドラフト会議ライブビューイング - OB出演
- 映画『勝ち切る覚悟　〜日本一までの79日〜』- スタッフロール

2025年
- 横浜DeNA公式YouTube『恋するフォーチュンクッキー 横浜DeNAベイスターズ Ver.』[4]- ダンサー
- 横浜DeNA公式YouTube『入江大生×今井達也対談企画』[5]- インタビュアー